# ウルフルズ10周年5時間ライブ!! 〜50曲ぐらい歌いました〜
『ウルフルズ10周年5時間ライブ!! 〜50曲ぐらい歌いました〜』（ウルフルズじゅっしゅうねんごじかんライブ ごじゅっきょくぐらいうたいました）は、ウルフルズ初のライブ・アルバム。2003年3月9日発売。発売元は東芝EMI。

## 概要
2002年12月25日に、渋谷公会堂で開催された、10周年記念ライブの模様をCD5枚組にMCも含めて完全収録。各ディスクにおいて毎回サポート・ベーシストを変える試みが為され、同ライブでは「ガッツだぜ!!」が計5回演奏される。Disc5では、当時脱退していたジョン・B・チョッパーがベーシストとして出演・復活した模様が収録される。
完全生産限定スペシャルBOXは当日のライブ映像を約18分に集約したダイジェストDVD・10周年記念スペシャルTシャツ・ライブ写真満載の豪華ブックレット（64頁）を同梱。2022年、ウルフルズはデビューから30周年を迎えるが、本作は2021年時点で唯一発売されたライブ・アルバムとなっている。

## 収録曲
Disc.1
1. いい女
2. SUN SUN SUN '95
3. エンジェル
4. 借金大王
5. ウソつけ!ウソいえ!ウソぬかせ!
6. あの娘に会いたい
7. トコトンで行こう!
8. サンキュー・フォー・ザ・ミュージック
9. ガッツだぜ!!

Disc.2
1. MC
2. 明日があるさ
3. あそぼう
4. かわいいひと
5. いいたい事はそれだけ
6. 年齢不詳の妙な女
7. 僕の人生の今は何章目ぐらいだろう
8. 愛撫ガッチュー
9. 事件だッ!
10. ガッツだぜ!!

Disc.3
1. MC
2. やぶれかぶれ
3. 安産ママ
4. ツギハギブギウギ
5. 泣きたくないのに
6. ガッツだぜ!!

Disc.4
1. ヤング ソウル ダイナマイト
2. ワルツ!
3. ホンキーマン
4. 愛してる
5. 心
6. きみだけを
7. それが答えだ!
8. 笑えれば
9. 小・中・高・大 〜トロフィーをかかげよう〜
10. ガッツだぜ!!

Disc.5
1. ハッスル
2. バンザイ 〜好きでよかった〜
3. Let's Go Monday
4. 誰よりも
5. アタマはカラッポ
6. アホらしい
7. やだぜ
8. 悲しくない
9. 彼女はブルー
10. びんぼう '94
11. ダメなものはダメ
12. すっとばす
13. ガッツだぜ!!
14. ウルフルズ A・A・Pのテーマ

DVD
1. いい女
2. SUN SUN SUN '95
3. エンジェル
4. 借金大王
5. ウソつけ!ウソいえ!ウソぬかせ!
6. あの娘に会いたい
7. トコトンで行こう!
8. サンキュー・フォー・ザ・ミュージック
9. ガッツだぜ!!
10. 明日があるさ
11. あそぼう
12. かわいいひと
13. いいたい事はそれだけ
14. 年齢不詳の妙な女
15. 僕の人生の今は何章目ぐらいだろう
16. 愛撫ガッチュー
17. 事件だッ!（ライブ）
18. ガッツだぜ!!
19. やぶれかぶれ
20. 安産ママ
21. ツギハギブギウギ
22. 泣きたくないのに
23. ガッツだぜ!!
24. ヤング ソウル ダイナマイト
25. ワルツ!
26. ホンキーマン
27. 愛してる
28. 心
29. きみだけを
30. それが答えだ!
31. 笑えれば（ライブ）
32. 小・中・高・大~トロフィーをかかげよう~
33. ガッツだぜ!!
34. ハッスル
35. バンザイ~好きでよかった~
36. Let's Go Monday
37. 誰よりも
38. アタマはカラッポ
39. アホらしい
40. やだぜ
41. 悲しくない
42. 彼女はブルー
43. びんぼう’94
44. ダメなものはダメ
45. すっとばす
46. ガッツだぜ!!
47. ウルフルズ A・A・Pのテーマ

## MUSICIANS
- トータス松本：Vocal, Guitar
- ウルフルケイスケ:Guitar
- サンコンJr.:Drums, Percussion
- ジョン・B・チョッパー:Bass [Disc 5]
- CHIROLYN:Bass [Disc 4]
- 上野イチロー:Bass [Disc 2]
- 高橋"Jr."知治:Bass [Disc 1]
- 伊東ミキオ:Organ, Piano, Accordion